# Turin (Géorgie)
Pour les articles homonymes, voir Turin (homonymie).
Turin est une ville américaine située dans le comté de Coweta, en Géorgie. Selon le recensement de 2020, sa population est de 347 habitants.